# Am Markt 4 (Korschenbroich)

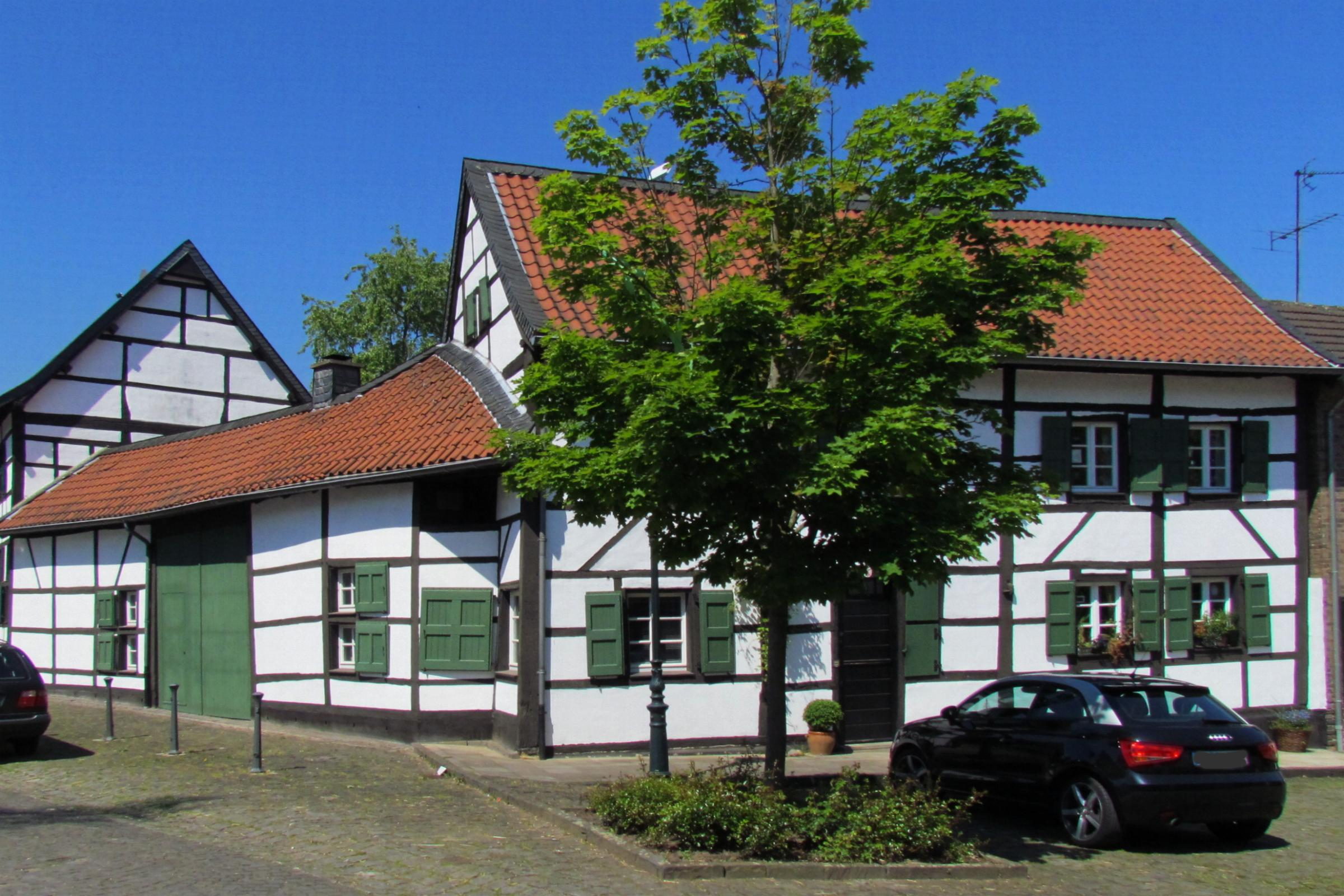
Fachwerkwohnhaus

Das Fachwerkwohnhaus Am Markt 4 steht im Stadtteil Liedberg in Korschenbroich  im Rhein-Kreis Neuss in Nordrhein-Westfalen.
Das Gebäude wurde im 18. Jahrhundert erbaut und unter Nr. 088 am 30. April 1986 in die Liste der Baudenkmäler in Korschenbroich eingetragen.

## Architektur
Es handelt sich um ein zweigeschossiges, traufenständiges, verputztes Fachwerkwohnhaus.